# Перивентрикулярная лейкомаляция
Перивентрикулярная лейкомаляция (ПВЛ) — форма поражения белого вещества полушарий головного мозга у детей, открытая морфологами, одна из причин детского церебрального паралича. ПВЛ характеризуется возникновением очагов некроза, преимущественно коагуляционного, в перивентрикулярных зонах белого вещества полушарий головного мозга у новорождённых детей (редко у мертворождённых). Она относится к одной из форм так называемой «гипоксически-ишемической энцефалопатии».

## История описания
Первое микроскопическое описание очага ПВЛ принадлежит J. M. Parrot (1873). Р. Вирхов лишь макроскопически описал очаги желтоватого цвета в перивентрикулярных зонах боковых желудочков мозга у умерших новорождённых, родившихся от матерей с сифилисом и оспой, относя их к врождённому энцефалиту. Нет достаточных оснований относить данные очаги к ПВЛ. Поражение описывалось под разными названиями («энцефалодистрофия», «ишемический некроз», «перивентрикулярный инфаркт», «коагуляционный некроз», «лейкомаляция», «размягчение мозга», «инфаркт перивентрикулярного белого вещества», «некроз белого вещества», «диффузная симметричная перивентрикулярная лейкоэнцефалопатия»), причём чаще немецкими учеными, но всемирное распространение получил термин «перивентрикулярная лейкомаляция», введённый в 1962 г. B. A. Banker и J. C. Larroche. Термин недостаточно чёткий, так как при ПВЛ возникают не размягчения, а более плотные по сравнению с окружающими участками мозга очаги коагуляционных некрозов. Первая статья в СССР и России, посвящённая ПВЛ, написана В. В. Власюком с соавт. (1981), который предложил воспользоваться термином «перивентрикулярная лейкомаляция».
Наиболее полные в мире исследования ПВЛ на самом большом секционном материале проведены В. В. Власюком (1981)(частота, этиопатогенез, топография, степень поражения различных отделов мозга, стадии развития очагов,нейрогистология, роль микроглии, электронная микроскопия и др.), который впервые выявил высокую частоту поражения зрительной лучистости и доказал, что ПВЛ — это персистирующий процесс, что к старым очагам некрозов могут присоединяться новые, что очаги ПВЛ могут находиться на разных стадиях развития.

## Морфология
По морфологической сути ПВЛ — это мелкоочаговые в основном коагуляционные перивентрикулярные инфаркты белого вещества мозга, чаще двусторонние и относительно симметричные. При ПВЛ очаги некрозов располагаются в перивентрикулярной зоне, но при наличии множества очагов (тяжёлых поражениях) отдельные из них могут распространяться на центральные отделы белого вещества мозга. C наибольшей частотой очаги ПВЛ возникают в перивентрикулярном белом веществе начальных отделов задних рогов боковых желудочков мозга (поражается зрительная лучистость) и центральных отделов желудочков на уровне зрительных бугров (поражается кортико-спинальный тракт). В процессе морфогенеза очаги проходят три стадии: 1) развития некроза, 2) резорбции и 3) формирования глиозного рубца или кисты. Кисты возникают при крупных и сливающихся очагах ПВЛ, при смешанных некрозах (колликвация в центре и коагуляционный ободок по периферии). Вокруг очагов обычно определяется зона других поражений белого вещества мозга — гибель проолигодендроцитов, пролиферация микроглиоцитов и тучных астроцитов, отек, кровоизлияния, гибель капилляров и др. (так называемый «диффузный компонент» ПВЛ). Однако диффузные поражения без некрозов это не ПВЛ. Если произвести 15 фронтальных срезов мозга, то обнаружение очагов ПВЛ в 1-4 срезах свидетельствует о лёгкой степени ПВЛ, в 5-8 срезах — о средней степени ПВЛ и в 9-13 срезах — о тяжёлой степени ПВЛ (2).

## Частота
Частота ПВЛ по данным разных авторов колеблется от 4,8 % до 88 %, однако часто среди определённой группы детей или по данным нейросонографических исследований, что не вполне объективно. На невыборочном секционном материале частота ПВЛ составляет 12,6 %, причём чаще у мальчиков, а в зависимости от массы при рождении: 1001—1500 г — 13,3 %, 1501—2000 г — 21,5 %, 2001—2500 г — 31,6 %, 2501-3000 г — 14,8 %, более 3000 г — 3,5 %. У недоношенных 1-й и 2-й степеней встречается чаще всего. У умерших в первые сутки после рождения ПВЛ встречается с частотой 1,8 %, а у умерших на 6-й-8-й дни — 59,2 %. В группе родившихся при головном предлежании частота ПВЛ составляет 19,6 %, тазовом предлежании — 17,4 %, при кесаревом сечении — 35,6 %.

## Этиология и патогенез
Этиологически ПВЛ это гипоксически-ишемическое поражение белого вещества мозга, связанное с артериальной гипотонией, приступами апноэ после рождения, реанимационными мероприятиями, инфекциями и др. Способствует ПВЛ недоношенность, причём небольшой степени (1-2-й). Патогенетические факторы: гипоксия, ацидоз, гипокапния, токсины и др. Очаги некрозов (инфаркты) возникают в пограничной зоне между вентрикулофугальными и вентрикулопетальным артериальными ветвями, локализующейся в перивентрикулярном белом веществе мозга.
Для данной нозологии характерны 2 основных признака:
1. локализация в перивентрикулярных зонах белого вещества больших полушарий
2. очаги имеют характер преимущественно коагуляционных некрозов.
Вокруг очагов ПВЛ могут определяться другие поражения, так называемый «диффузный компонент».
Время возникновения ПВЛ — в основном в первые дни после рождения, иногда анте- и интранатально.

## Отличия от других поражений
У глубоко недоношенных детей чаще возникают другие поражения белого вещества мозга, отличные от ПВЛ — диффузная лейкомаляция и мультикистозная энцефаломаляция. Ввиду недостаточной изученности последних поражений, их часто стали ошибочно относить к ПВЛ.
ПВЛ надо дифференцировать с со следующими основными поражениями белого вещества больших полушарий мозга:
- отечно-геморрагическая лейкоэнцефалопатия[вд] (ОГЛ)
- телэнцефальный глиоз (ТГ)
- диффузная лейкомаляция (ДФЛ)
- субкортикальная лейкомаляция (СЛ)
- перивентрикулярный геморрагический инфаркт (ПГИ)
- внутримозговое кровоизлияние (ВМК)
- мультикистозная энцефаломаляция[11]
- субэпендимальная псевдокиста.

При СЛ очаги некрозов располагаются в субкортикальной области и в отдельных тяжёлых случаях могут распространяться на центральные отделы больших полушарий.
При ДФЛ очаги некрозов располагаются диффузно во всех отделах белого вещества мозга, захватывая перивентрикулярную, субкортикальную и центральную области больших полушарий; некрозы колликвационные, ведут к кистообразованию и возникают наиболее часто у глубоко недоношенных детей. При ТГ нет полного некроза мозга и кисты не образуются. ПГИ возникают при тромбозах в системе внутренних мозговых вен или являются осложнением внутрижелудочковых кровоизлияний. Псевдокисты не имеют никакого отношения к некрозам мозга и относятся скорее всего к порокам развития. Патогенез всех перечисленных поражений различен.
В настоящее время имеет место гипердиагностика ПВЛ за счёт переоценки данных нейровизуализационных исследований и недооценки других поражений белого вещества мозга.